# Schwanden bei Brienz
Schwanden bei Brienz é uma comuna da Suíça, no Cantão Berna, com cerca de 600 habitantes. Estende-se por uma área de 7,02 quilômetros quadrados, de densidade populacional de 85 hab/km². Confina com as seguintes comunas: Brienz, Flühli (LU), Giswil (OW), Hofstetten bei Brienz.
A língua oficial nesta comuna é o Alemão.